# Красное (Воскресенский район)
Красное — деревня в составе Благовещенского сельсовета в Воскресенском районе Нижегородской области.

## География
Находится в правобережье Ветлуги на расстоянии примерно 17 километров по прямой на запад-северо-запад от районного центра посёлка Воскресенское.

## История
Основана предположительно около 1637 года. Входила в Варнавинский уезд Костромской губернии. Деревня была известна своими кустарями-портными. В 1925 году было учтено 182 жителя. В советское время работал колхоз им. Ленина.

## Население
Постоянное население составляло 88 человек (русские 99 %) в 2002 году, 74 — в 2010.